# Дельный (эсминец)
«Дельный» — эскадренный миноносец (контрминоносец) типа «Деятельный».

## История строительства
Эскадренный миноносец заложен в 1905 году на стапеле «Невского судомеханического завода» в Санкт-Петербурге по заказу Морского ведомства России. 2 (15) апреля 1905 года зачислен в списки судов Балтийского флота, спущен на воду 7 (20) июля 1907 года, вступил в строй 22 ноября (5 декабря) 1907 года. 27 сентября (10 октября) 1907 года официально причислен к подклассу эскадренных миноносцев.

## История службы
В 1911—1912 годах «Дельный» прошёл капитальный ремонт. Принимал участие в Первой мировой войне, участвовал в обороне Рижского залива, нёс дозорную и конвойную службу, выставлял минные заграждения, участвовал в противолодочной обороне главных сил флота. Принимал участие в Ирбенской (1915) и Моонзундской (1917) операциях. Участвовал в Февральской революции. С 25 октября (7 ноября) 1917 года в составе Красного Балтийского флота. В период с 11 по 19 апреля 1918 года совершил переход из Гельсингфорса в Кронштадт. 23 сентября этого же года эсминец был отправлен по Мариинской водной системе из Петрограда на Волгу, 18 ноября прибыл в Астрахань и вошёл в состав АКВФ, с 31 июля 1920 года находился в составе Волжско-Каспийской военной флотилии. 5 июля 1920 «Дельный» вошёл в состав Морских сил Каспийского моря.
В декабре 1918 года оборонял северную часть Каспийского моря, участвовал в боях с англо-белогвардейской флотилией у острова Чечень в мае 1919. 17 и 18 мая 1920 года находился в составе отряда судов, участвовавшего в Энзелийской операции Волжско-Каспийской военной флотилии. В сентябре-октябре 1922 года «Дельный» использовался в качестве стационера в порту Энзели (Персия). 28 ноября 1922 года корабль был выведен из боевого состава, разоружён и сдан Бакинскому военному порту на хранение. 21 ноября 1925 года исключён из списков кораблей РККФ в связи с передачей Комгосфондов для разоружения, демонтажа и разделки на металл.